# ○○の母一覧
○○の母一覧（○○のははいちらん）は、「シンクロの母：井村雅代」「音楽の母：ヘンデル」などと、とある分野の功績や実績などから「○○の母」と称される人物の一覧である。
本一覧では、信用可能な文献などでその確認が可能なもののみ取り扱うものとし、引用する媒体がブログなどの不明確なものしかないものに関しては取り扱わないものとする。また、ここでいう「確認が可能なもの」とは、その人物が何かを発明したり、何かを広めるのに尽力した人物であることを証明する文献などではなく、その文献の中で「○○の母」もしくは「Mother of ○○」などと表記されているものを指す。
本一覧では、英語文献でのみその存在が確認されたものについては、五十音表では英語文献に掲載されていた通称をそのまま載せた上で、それに対応すると考えられる日本語訳を括弧書きで掲載している。
また、名前を五十音順に並べる際は、東洋人名はフルネームを、西洋人名などは一番下の名前を元に並べ替えるようにしている。但し、西洋人名の中で一番下の名前だけでなく、その上の名前も一緒に呼ぶことが通例となっていると判断される場合はこの限りではない。

## 五十音表

### あ行
- ウォルター・アイザード - 地域学の母[1]
- ジェーン・アダムズ - ソーシャルワーカーの母[2][3]
- ヤスミン・アフマド - マレーシア映画の母[4][5]
- 飯島伸子（いいじま・のぶこ） - 環境社会学の母[6][7]
- 石井筆子（いしい・ふでこ） - 障害児教育・福祉の母[8]
- 井口阿くり（いのくち・あくり） - 日本の女子体育の母[9][10]
- 井村雅代（いむら・まさよ） - シンクロの母[11][12]
- マージョリー・ウォーレン - 老年医学の母、英国老年医学の母[13][14]
- リリアン・ウォルド - 地域看護の母、アメリカの公衆衛生看護の母[15][16]
- 瓜生岩子（うりゅう・いわこ） - 社会福祉の母[17]
- マザー・メアリー・エイケンヘッド - 近代ホスピスの母[18][19]
- 大江スミ（おおえ・すみ） - 家政学の母[20][21]
- 小野梓（おの・あずさ） - 早稲田大学建学の母[22]

### か行
- 香川綾（かがわ・あや） - 栄養学の母[23][24]
- タワックル・カルマン - 革命の母[25][26][27]
- 木下多恵子（きのした・たえこ） - 大泉の母[28]
- リリアン・ギルブレス - 近代経営学の母[29]
- 金城妙子（きんじょう・たえこ） - 沖縄の公衆衛生看護の母[30][31]
- クーデンホーフ光子（クーデンホーフ・みつこ） - EECの母、欧州連盟案の母[32][33]
- ゲルトルード・クーラス - 民族舞踊学の母[34]
- アンナ・キャサリン・グリーン - 探偵小説の母[35][36]
- フランソワ・ケネー - 経済学の母[37][38]
- グレース・コイル - グループワークの母[39][40]
- アリス・コルトレーン - スピリチュアル・ジャズの母[41][42]

### さ行
- 佐々木十美（ささき・とみ） - 給食の母[43]
- 三宮茂子（さんぐ・しげこ） - 女子教育の母[44]
- 島マス（しま・ます） - 福祉の母[45][46]
- 菅野鈴子（すがの・すずこ） - 原宿の母[47][48]
- ジェルメン・ド・スタール - 教条主義の母、フランス自由主義の母[49][50]
- 須藤茉麻（すどう・まあさ） - Berryzの母[51][52]
- シシリー・ソンダース - 近代ホスピスの母[53][54]
- 宋慶齢（ソン・チンリン） - 中国革命の母[55][56]

### た行
- 津田梅子（つだ・うめこ） - 女性教育の母[57]
- マーガレット・デイホフ - 分子生物学の母[58]
- 東条操（とうじょう・みさお） - 方言学の母[59][60]
- 鳥濱トメ（とりはま・トメ） - 特攻の母、知覧特攻の母[61][62]

### な行
- フローレンス・ナイチンゲール - 感染制御の母、近代看護教育の母[63][64]
- 二階堂トクヨ（にかいどう・とくよ） - 日本女子体育の母[65][66]

### は行
- ヒルデガルト・フォン・ビンゲン - ハーブ療法の母[67]
- ヘレナ・P・ブラヴァツキー - 近代オカルティズムの母[68]
- ヘンリー・ブラッドショー - 近世書誌学の母[69]
- ガートルード・ベル - イラク建国の母[70][71]
- ゲオルク・フリードリヒ・ヘンデル - 音楽の母[72][73]

### ま行
- マリールイズ - 日本近代美容の母[74][75]
- 南方熊楠（みなかた・くまぐす） - 日本民俗学の母[76]

### ら行
- エイダ・ラブレス - プログラミングの母[77][78]
- エレン・スワロウ・リチャーズ - 家政学の母、アメリカ公衆衛生学の母[79][80][81]
- メアリー・リッチモンド - ケースワークの母[82][83][84]